# Thalassaphorura debilis
Thalassaphorura debilis is een springstaartensoort uit de familie van de Onychiuridae. De wetenschappelijke naam van de soort is voor het eerst geldig gepubliceerd in 1889 door Moniez.